# Parafia św. Andrzeja Apostoła w Otmuchowie-Wójcicach
Parafia św. Andrzeja Apostoła w Wójcicach – rzymskokatolicka parafia położona w metropolii katowickiej, diecezji opolskiej, w dekanacie otmuchowskim.

## Charakterystyka
Parafia św. Andrzeja Apostoła w Wójcicach obejmuje swoim zasięgiem terytorium dwóch wsi: Wójcic i Suszkowic.

## Kościół parafialny
Obecny, bezstylowy kościół powstał w latach 1823–1825. Zawiera dosyć skromne wnętrze, z którego wyróżnia się ołtarz główny z 1925 r. Od 1946 r. w parafii żywy jest kult Obrazu Matki Boskiej Łopatyńskiej.

## Historia
Wójcice po raz pierwszy pojawiają się w źródłach historycznych w 1292 r. Z kolei pierwsza wzmianka o parafii katolickiej w tej miejscowości pochodzi z ok. 1305 r. i figuruje w Liber fundationis diecezji wrocławskiej. W 1317 r. poświadczony jest samodzielny wikariusz w Wójcicach, należących wówczas do pobliskiego Otmuchowa. W XV w. istniały już jako samodzielna parafia, ale w wyniku reformacji ponownie stały się filią parafii otmuchowskiej.
Po zakończeniu II wojny światowej Wójcice znalazły się w państwie polskim oraz nowo powstałej diecezji opolskiej. We wsi przywrócono osobną parafię.

## Duszpasterze
Po 1945 r. parafią zarządzali następujący księża: Ginter Heisig, Franciszek Byra, Kazimierz Cieszanowski, Kazimierz Kwiatkowski, Józef Gałecki. Obecnym proboszczem jest ks. Waldemar Jerzy Chudala.